# 倒水镇
倒水镇是中国广西壮族自治区梧州市长洲区下辖的一个镇，曾属梧州市苍梧县管辖。
倒水镇的名称源于桂江水的回流：整个江面成一个胃的形状，入口处由于石涧滩的存在而非常小，中间很大，下边又有一个沙滩，所以江水顺时针流到下边的沙滩又回流到石涧滩。

## 行政区划
倒水镇下辖以下地区：
倒水社区、龙江驿村、古道村、富庆村、古善村、平石村、三贵村、仁义村、大桥村、富万村、倒水村、大同水村、古城村、蓬冲村、旭村、路垌村、马水村和渔业村。